# Ивичеста дървесница
Ивичеста дървесница (Setophaga striata) е вид птица от семейство Parulidae. Видът е незастрашен от изчезване.

## Разпространение
Разпространен е в Ангуила, Антигуа и Барбуда, Аржентина, Аруба, Бахамски острови, Барбадос, Бермудски острови, Бразилия, Канада, Кайманови острови, Чили, Колумбия, Коста Рика, Куба, Доминика, Доминиканска република, Еквадор, Френска Гвиана, Гренада, Гваделупа, Гвиана, Хаити, Мартиника, Мексико, Монсерат, Никарагуа, Панама, Перу, Пуерто Рико, Сейнт Китс и Невис, Сейнт Лусия, Сен Пиер и Микелон, Сейнт Винсент и Гренадини, Суринам, Тринидад и Тобаго, Търкс и Кайкос, САЩ, Уругвай, Венецуела, Британски Вирджински острови и Вирджински острови.